# Mordellistena knausi
Mordellistena knausi es una especie de coleóptero de la familia Mordellidae.

## Distribución geográfica
Habita en Estados Unidos.